# 13615 Manulis
13615 Manulis (1994 WP13) là một tiểu hành tinh vành đai chính được phát hiện ngày 28 tháng 11 năm 1994 bởi C. S. Shoemaker và D. H. Levy ở Đài thiên văn Palomar.